# Tesserodon seramicum
Tesserodon seramicum là một loài bọ cánh cứng trong họ Bọ hung (Scarabaeidae).